# Tagbanua
I Tagbanua sono un'etnia delle Filippine di circa 10 000 individui che popola la provincia di Palawan.

## Storia
La tribù Tagbanua è una delle tribù più antiche della Filippine. Ricerche hanno dimostrato che i Tagbanua sono dei possibili discendenti degli abitanti delle Grotte di Tabon e come tali uno dei popoli originari delle Filippine.
Tra il XII e il XIII secolo l'isola fu occupata dai coloni malesi del regno di Majapahit. Successivamente Palawan passò sotto il controllo del Sultanato del Brunei fino alla fine del XVI secolo.
Secondo gli studi dell'antropologo americano Robert Fox sembra che uno dei popoli citati da Antonio Pigafetta nelle sue cronache del viaggio di Magellano del 1521, siano appunto i Tagbanua. Pigafetta racconta di alcuni usi e tradizioni quali ad esempio il rito del "patto di sangue" (chiamata in spagnolo Pacto de sangre) usato per sancire alleanze o rappacificazioni, ovvero delle modalità di caccia con cerbottane e frecce di legno e della loro usanza di far combattere dei galli fra loro scommettendo sulla loro vittoria.
Nel XVI secolo il territorio passò sotto il governo degli spagnoli che dapprima occuparono le Calamian (inizio XVII secolo), poi nel 1749 acquistarono dal sultanato di Brunei anche la zona meridionale di Palawan.
Nel 1898, dopo la sconfitta subita dalla Spagna nella Guerra ispano-americana, le Filippine e con esse Palawan, passarono sotto il controllo degli Stati Uniti. Questo ebbe delle conseguenze per i Tagbanua in quanto nel 1904, venne costruita dagli americani una colonia penale ad Iwahig a circa 20 km a sud di Puerto Princesa in una zona abitata dai Tagbanua che furono quindi spostati più a sud nel territorio di Aborlan.
Questo evento segna l'inizia di una lenta ma inesorabile emarginazione per questo popolo le cui ragioni sono molteplici, fra queste la massiccia immigrazione sull'isola di Palawan di altre popolazioni provenienti dalle isole Visayas e da Luzon, la proibizione da parte del governo filippino della tecnica detta di Slash-and-burn (letteralmente abbatti e brucia), una sorta di debbio, usata dai Tagbanua per la preparazione di terreni per le loro coltivazione, nonché la prevalenza della religione cristiana.
In questi ultimi anni, tuttavia vi sono stati dei segnali positivi di una ripresa vitalità di questo popolo. Nel 1985, con l'aiuto di un missionario americano, viene costituita la Tagbanua Foundation che si fa promotrice di una serie di iniziative per la protezione delle aree abitate dai Tagbanua e per il riconoscimento dei loro diritti.
Fra le iniziative della fondazione merita particolare citazione quella intrapresa nel 1993 per il riconoscimento dei diritti ancestrali sulla terra in un'area delle isole Calamian di circa 22 000 ettari. Questa azione si è conclusa nel luglio del 1998 con il conferimento da parte del Department of Environment and Natural Resources (DENR) di un Certificato di Diritti sugli Antichi Domini - Certificate of Ancestral Domain Claims (CADC) ai Tagbanua. Questo evento, senza precedenti nella storia delle Filippine, conferisce ai Tagbanua il diritto di gestire un'area di oltre 22 000 ettari costituiti dall'Isola di Coron (circa 8 000 ettari), l'isola di Delian (circa 236 ettari) e la zona di mare tra le due isole ed intorno ad esse, al fine di preservarne le risorse marine e del territorio.

## Distribuzione

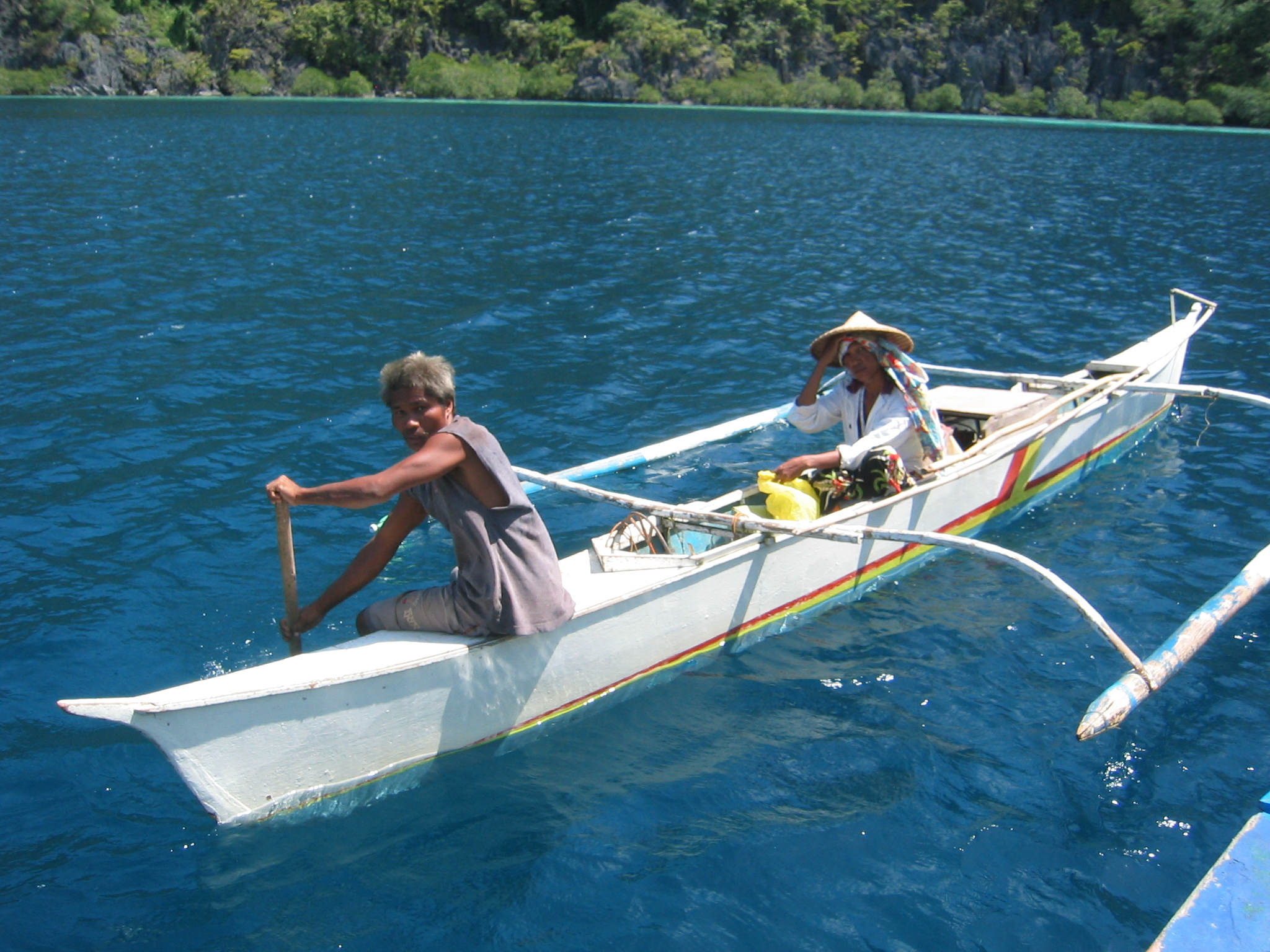
Calamian Tagbanua, isola di Coron

L'etnia è costituita da circa 10 000 persone, suddivise in due gruppi, distinti per la loro distribuzione geografica:
- Central Tagbanua: sono presenti nella zona centrale di Palawan, sulle due coste orientale e occidentale. La maggiore concentrazione è nelle municipalità di Aborlan, Quezon, e Puerto Princesa.
- Calamian Tagbanua: si trovano sulle isole Calamian, a nord di Palawan e nella zona nord della municipalità di El Nido. Questo gruppo è composta da circa 1 800 persone.

Nella città di Aborlan risiede il capo riconosciuto della tribù (Masicampo).

## Lingua
I Tagbanua hanno una loro lingua nativa, detta Tagbanwa, che ha anche un suo sistema di scrittura. La conoscenza di questo sistema va tuttavia scemando nelle generazioni più giovani che parlano prevalentemente la lingua 
Cuyonon e Tagalog.
Il gruppo che vive sulle isole Calamian parla una variante detta Calamian Tagbanwa.

## Religione
I tagbanua hanno una loro regione etnica di tipo sostanzialmente animista. Essi hanno quattro dei principali: Mangindusa o Nagabacaban, Polo, Sedumunadoc e Tabiacoud, che sovrintendono rispettivamente al cielo, al mare, alla terra e ai raccolti, agli inferi. Questi dei vengono onorati con delle cerimonie rituali stagionali.
Ci sono quattro rituali che corrispondono alle quattro unità della società dei tagbanua: il Pagdiwata (che riguarda i parenti o gli affari del clan), il Bilang (famiglia e defunti), il Lambay (la comunità o il villaggio, in sostanza un omaggio alle divinità della natura) e il Runsay (il soprannaturale).

## Attività economiche
L'economia tradizionale riguarda la coltivazione del riso insieme con patate dolci, mais e manioca. Sono praticate anche la raccolta del miele, la caccia e la pesca nelle zone costiere.
Un'attività caratteristica è la raccolta della resina prodotta da una conifera della famiglia delle Araucariaceae, la Agathis dammara da cui si ricava un copale noto come Manila Copal.
Altre attività tipiche sono la lavorazione del legno (intaglio) e l'intreccio del rattan.